# Слани Поток
Слани Поток је насељено место у саставу општине Горња Стубица у Крапинско-загорској жупанији, Хрватска. До територијалне реорганизације у Хрватској налазио се у саставу старе општине Доња Стубица.

## Становништво
На попису становништва 2011. године, Слани Поток је имао 381 становника.

## Попис1991.
На попису становништва 1991. године, насељено место Слани Поток је имало 492 становника, следећег националног састава:
| Попис 1991.‍ | Попис 1991.‍ | Попис 1991.‍ | Попис 1991.‍ | Попис 1991.‍ |
| ----------- | ----------- | ----------- | ----------- | ----------- |
|             |             |             |             |             |
| Хрвати      | Хрвати      |             | 490         | 99,59%      |
| остали      | остали      |             | 1           | 0,20%       |
| непознато   | непознато   |             | 1           | 0,20%       |
| укупно: 492 |             |             |             |             |